# Parachernes schlingeri
Parachernes schlingeri är en spindeldjursart som beskrevs av Beier 1959. Parachernes schlingeri ingår i släktet Parachernes och familjen blindklokrypare. Inga underarter finns listade i Catalogue of Life.